# ايروس كابتشي
ايروس كابتشي (بالإيطالية: Eros Capecchi)‏ (و. 1986  م) هو راكب دراجة هوائية إيطالي، ولد في كاستليوني دل لاغو، شارك في طواف إسبانيا، وطواف إسبانيا 2013، وسباق طواف فرنسا 2010، وطواف فرنسا، وطواف إيطاليا 2014.

## سجل الفوز

### سباقات أو مراحل فاز بها
| التاريخ        | السباق                    | المركز                                            |
| -------------- | ------------------------- | ------------------------------------------------- |
| 01 يناير 2005  | 2005 Ruota d'Oro          |                                                   |
| 04 يونيو 2006  | طواف لوكسمبورغ 2006       | الخامس في تصنيف النقاط، التاسع في التصنيف العام   |
| 01 يناير 2008  | Euskal Bizikleta 2008     | الأول في التصنيف العام                            |
| 18 مارس 2008   | تيرينو ادرياتيكو 2008     | السادس في تصنيف أفضل شاب                          |
| 06 سبتمبر 2008 | دويتشلاند تور 2008        | الخامس في تصنيف أفضل شاب، التاسع في التصنيف العام |
| 17 مارس 2009   | تيرينو ادرياتيكو 2009     | الخامس في تصنيف أفضل شاب                          |
| 26 فبراير 2012 | غران بريمو دي لوغانو 2012 |                                                   |
| 13 أكتوبر 2012 | طواف بكين 2012            | الخامس في التصنيف العام، الثامن في تصنيف النقاط   |
| 27 يناير 2013  | داون أندر 2013            | الخامس في تصنيف الجبال                            |
| 03 أغسطس 2013  | طواف بولندا 2013          | السادس في التصنيف العام                           |
| 22 يونيو 2014  | طواف سويسرا 2014          | العاشر في التصنيف العام                           |

## روابط خارجية
- ايروس كابتشي على موقع الاتحاد الدولي للدراجات (الإنجليزية)
- ايروس كابتشي على موقع أرشيف الدراجات (الإنجليزية)
- ايروس كابتشي على موقع إحصائيات الدراجات الإحترافية (الإنجليزية)
- ايروس كابتشي على موقع نسبة الدراجات (الإنجليزية)
- ايروس كابتشي على موقع CycleBase (الإنجليزية)